# Cuerpo de Marines de los Estados Unidos
El Cuerpo de Marines de los Estados Unidos o Cuerpo de Infantería de Marina de Estados Unidos (USMC; oficialmente y en inglés: United States Marine Corps) es una rama de las Fuerzas Armadas de los Estados Unidos responsable de proporcionar proyección de fuerza desde el mar, usando la movilidad de la Armada de los Estados Unidos para desplegar rápidamente fuerzas de armas combinadas. En la estructura de liderazgo civil de las Fuerzas Armadas de los Estados Unidos, el Cuerpo de Marines es un componente de la Armada y trabajan en estrecha colaboración con ella. Sin embargo, en el ejército la estructura de liderazgo del Cuerpo de Marines es una rama separada.
El capitán Samuel Nicholas formó dos batallones de Continental Marines el 10 de noviembre de 1775 en Filadelfia como infantería de marina. Desde entonces, la misión del Cuerpo de Marines ha evolucionado con el cambio de doctrina militar y la política exterior estadounidense. El Cuerpo de Marines sirvió en todos los conflictos armados de los Estados Unidos y alcanzó notoriedad en el siglo XX. Constituyen la piedra angular de la campaña del Pacífico de la Segunda Guerra Mundial.  A mediados del siglo XX, el Cuerpo de Marines se había convertido en el teórico dominante y practicante de la guerra anfibia. Su capacidad de responder rápidamente a las crisis regionales le da un papel importante en la implementación y ejecución de la política exterior estadounidense.
El Cuerpo de Marines de los Estados Unidos, a febrero de 2016, cuenta con 182 000 efectivos en servicio activo y 38 900 en la Reserva del Cuerpo de Marines de los Estados Unidos. Es la rama más pequeña de las fuerzas armadas del Departamento de Defensa (los Guardacostas de Estados Unidos, son alrededor de un quinto del tamaño del Cuerpo de Marines, pero normalmente estos operan en el marco del Departamento de Seguridad Nacional). El Cuerpo de Marines es, sin embargo, mayor que la gran mayoría de las fuerzas armadas de otros países de importancia. Por ejemplo, es más grande que el servicio activo de las Fuerzas de Defensa de Israel o que la totalidad del Ejército Británico.
Las cuentas del Cuerpo de Marines suponen alrededor del seis por ciento del presupuesto militar de los Estados Unidos. El costo por marine es de 20 000 dólares menos que el costo de un militar de las otras ramas, y toda la fuerza se puede utilizar para cualquier operación de combate, es decir que los marines cubren todo el Three Block War.

## Misión
El Cuerpo de Marines de Estados Unidos sirve como una fuerza anfibia. Como se indica en el título 10 del United States Code (USC) y como se presenta bajo el Acta de Seguridad Nacional de 1947, tiene tres áreas principales de responsabilidad: 
«La captura o la defensa de bases navales y las operaciones necesarias para apoyar las campañas navales; el desarrollo de tácticas, la técnica y de los equipos utilizados por las fuerzas de desembarco anfibio, y cualesquiera otras funciones que el Presidente puede ordenar». 
Esta última cláusula, puede parecer redundante dada la posición del presidente como comandante en jefe, refleja los derechos como fuerza expedicionaria del Cuerpo de Marines. Se deriva de un lenguaje similar en los actos del Congreso de los Estados Unidos "Para la mejor organización del Cuerpo de Marines", de 1834, y "Establecimiento y organización de un Cuerpo de Marines" de 1798. 
En 1951, el Comité de Servicios Armados de la Cámara de Representantes de los Estados Unidos, destacó que esta cláusula es «una de las más importantes funciones estatutarias —y tradicional— del Cuerpo de Marines». 
Los congresistas señalaron que el cuerpo tiende más a menudo a realizar acciones de carácter no naval, incluidas sus acciones en la guerra de 1812, Trípoli, Chapultepec, la lucha contra numerosas contra-insurgencias, la Primera Guerra Mundial y la guerra de Corea. 
Aunque estas acciones no son exactamente descritas como apoyo a las campañas navales ni como guerra anfibia, su característica común es que son de naturaleza expedicionaria, utilizando la movilidad de la Armada para dar oportuna intervención en los asuntos exteriores en nombre de los intereses estadounidenses.
Además de sus deberes principales, el Cuerpo de Marines realiza las misiones ordenadas por la Casa Blanca y el Departamento de Estado de los Estados Unidos. También protegen las residencias presidenciales, incluida Camp David. La Banda del Cuerpo de Marines, conocida como el Presidente's Own, título concedido por Thomas Jefferson, ofrece música para las funciones de estado en la Casa Blanca. Los marines del Destacamento de vuelo Ejecutivo (Marine Helicopter Squadron One) (HMX-1) proporcionan transporte en helicóptero al Presidente y Vicepresidente, utilizando los distintivos de llamada Marine One y Marine Two, respectivamente. 
Por la autoridad del Acta de Servicio Exterior de 1946, los marines son los encargados de la seguridad en las embajadas estadounidenses, legaciones y consulados en más de 140 puestos en todo el mundo.

### Primeros pasos
Las funciones principales de la Infantería de Marina son la proyección de poder naval sobre una costa hostil (operaciones anfibias) y las actividades de seguridad de buques e instalaciones navales.
El Cuerpo de Marines fue fundado para servir como una unidad de infantería a bordo de los buques de guerra y es responsable de la seguridad del buque, y de su tripulación de posibles abordajes. El primer desembarco estadounidense tuvo lugar a principios de la Guerra de Independencia de los Estados Unidos: los marines tomaron el control de un depósito de municiones británico y el puerto naval de New Providence, Bahamas. 
El papel del Cuerpo de Marines se ha expandido de manera significativa, como la importancia de su función original se redujo con el cambio de doctrina de la guerra naval y la profesionalización del servicio en la Armada, el cuerpo debió de adaptarse en lo que antes eran misiones secundarias en tierra.
La doctrina de la Base Avanzada de principios del siglo XX cambió sus funciones de combate en tierra, destacando la utilización de los marines en la incautación de las bases y otros actos en tierra para apoyar las campañas navales. 
A lo largo de los siglos XIX y XX, destacamentos de marines han servido a bordo de diversos buques de la armada; cruceros o acorazados.
Destacamentos de marines (en general, un pelotón en cada crucero, o una compañía en cada acorazado) cambiaban sus funciones tradicionales, como fuerza de desembarco, por la de proporcionar seguridad a bordo. 
En algunas ocasiones estos destacamentos también participaban en desembarcos, especialmente en las campañas del Caribe y de México a principios del siglo XX. 
Los marines también desarrollaron tácticas y técnicas de desembarco en costas fuertemente defendidas, como las que se encontrarían en la Segunda Guerra Mundial. Durante la guerra, los marines continuaron sirviendo en los barcos. A menudo se les asignó a las baterías antiaéreas. 
Cuando los cruceros fueron retirados en la década de 1960, los destacamentos solo sirven en los acorazados.
Su misión original de proporcionar seguridad a bordo, finalmente terminó en la década de 1990, cuando las armas nucleares fueron retiradas del despliegue activo y los acorazados fueron retirados.

### Funciones

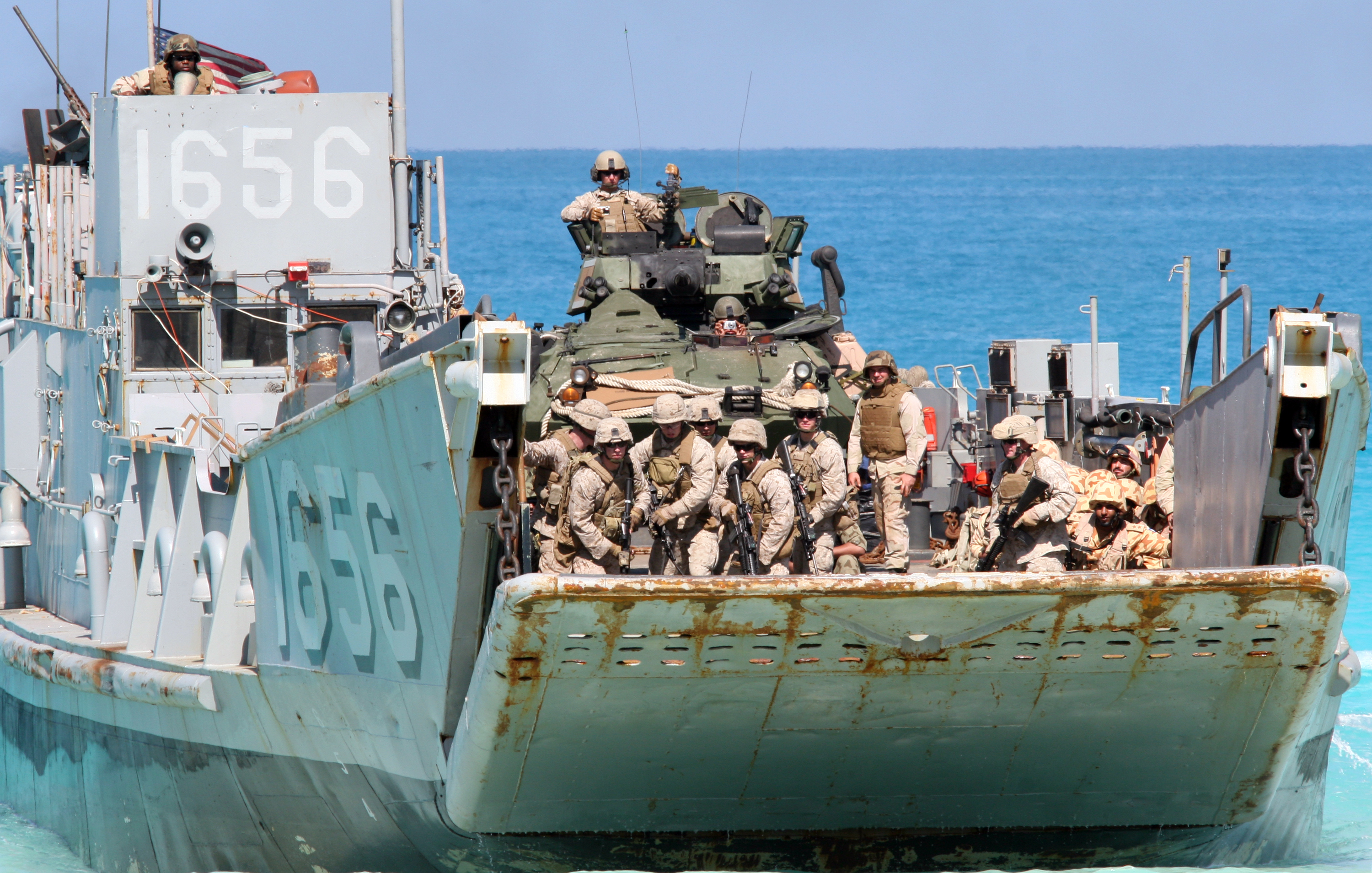
Marines de la 22.ª Unidad Expedicionaria de Marines.

El Cuerpo de Marines cumple un papel vital en la seguridad nacional como una fuerza anfibia, expedicionaria, y como fuerza combinada aire-tierra capaz de entrar desde el aire, tierra y mar. Si bien el Cuerpo de Marines no es empleado nunca como fuerza de combate única, tiene la capacidad única para desplegar rápidamente una fuerza combinada en casi cualquier parte del mundo en cuestión de días. 
La estructura básica de todas las unidades de despliegue es una Fuerza de Tareas Aeroterrestre de Marines. 
La estrecha integración de diferentes unidades de los marines se deriva de una cultura organizativa centrada en la infantería.
Este enfoque en la infantería se corresponde con la doctrina de que «Todo marine es un fusilero», una opinión del comandante Alfred M. Gray, Jr., haciendo hincapié en las capacidades de combate de cada marine. Todos los marines, independientemente de su especialización militar, reciben la formación como fusilero, todos los oficiales reciben entrenamiento como comandantes de un pelotón de infantería.
Los marines han demostrado el valor de esta cultura muchas veces en la historia. Por ejemplo, en la isla Wake, cuando todos los aviones de los marines fueron derribados, los pilotos continuaron la lucha en tierra. Este resultado da un alto grado de iniciativa y autonomía que se espera de los marines júnior, en particular los suboficiales (cabos y sargentos), en comparación con otras organizaciones militares. 
El Cuerpo de Marines se sirve de la Armada, que le proporciona transporte marítimo para sus capacidades de despliegue rápido. Un tercio del Fleet Marine Force tiene su base en Japón, y las Unidad Expedicionaria de Marines suelen estar embarcadas. Esta circunstancia les permite funcionar como primera respuesta a los incidentes internacionales. 
El Ejército de Estados Unidos mantiene actualmente unidades de infantería ligera con capacidad de despliegue rápido en todo el mundo, pero esas unidades no coinciden con las armas combinadas de integración de un MAGTF y carecen de la logística que ofrece la Armada. Por esta razón, el Cuerpo de Marines es a menudo asignado a otro tipo de misiones, tales como la evacuación de los estadounidenses de países inestables y la prestación de ayuda humanitaria durante los desastres naturales. En los conflictos más grandes, los marines actúan como un sustituto temporal para tomar el control de una zona hasta que pueden ser movilizadas unidades más grandes. El cuerpo realizó esta función en la Primera Guerra Mundial y la guerra de Corea, donde los marines fueron las primeras unidades de los Estados Unidos desplegadas en combate, hasta que el país se pudo movilizar para la guerra. Para facilitar el despliegue rápido, flotas de buques portacontenedores se estacionan por todo el mundo con suficientes equipos y suministros para mantener desplegada una Fuerza Expedicionaria de Marines durante 30 días.

## Historia

### Orígenes

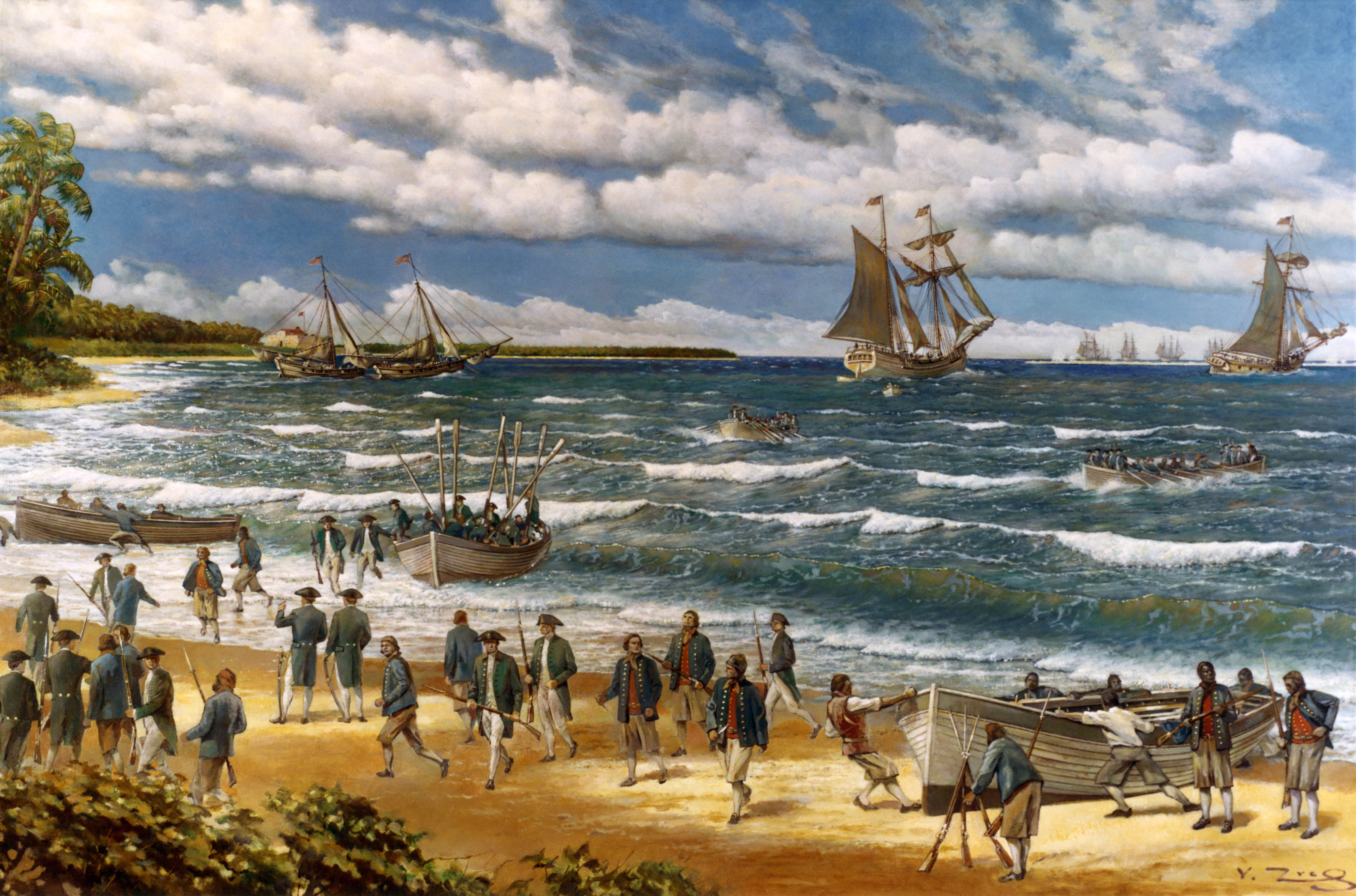
Continental Marines desembarcando en New Providence durante la batalla de Nassau.

El Cuerpo de Marines de Estados Unidos tiene raíces institucionales en los Continental Marines de la Guerra de la Independencia, formados por el capitán Samuel Nicholas en Tun Tavern, una taberna de Filadelfia. Mediante una resolución del Segundo Congreso Continental, el 10 de noviembre de 1775 se crean dos batallones de Marines. Esa fecha es considerada y se celebra como la fecha de cumpleaños del Cuerpo de Marines. En abril de 1783, al finalizar la Guerra de Independencia de los Estados Unidos, tanto la Armada Continental como los marines se disolvieron. La institución en sí misma no sería resucitada hasta 1798. En ese año, en preparación de la Cuasi-Guerra con Francia, el Congreso creó el Cuerpo de Marines de los Estados Unidos. Algunos marines habían sido reclutados por el Departamento de Guerra desde agosto de 1797 Para el servicio en la nueva construcción de fragatas autorizado por Congreso. La "Ley para proporcionar un Armamento Naval" de 18 de marzo de 1794 especificaba el número de infantes de marina que se contratarían por cada fragata. 
Las acciones más conocidas de los marines en este período se produjeron durante la Primera Guerra de Berbería (1801-1805) contra los piratas de Berbería, cuando William Eaton y el primer teniente Presley O'Bannon con ocho marines 500 mercenarios, intentan capturar Trípoli. A pesar de que solo se alcanzó Derna, la acción en Trípoli, ha quedado grabada en la historia de los marines, inmortalizada en el himno de los marines (to the shores of Trípoli) y con la entrega de una espada mameluca a los oficiales del Cuerpo de Marines.
Durante la guerra de 1812, los destacamentos navales de los marines a bordo de las fragatas participaron en acciones de guerra, que fueron las primeras victorias de Estados Unidos en el conflicto. 
Sus contribuciones más significativas fueron retrasar la marcha británica a Washington, D. C., en la batalla de Bladensburg y la ruptura de la línea defensiva en la batalla de Nueva Orleans a cargo del general Andrew Jackson. Al final de la guerra, los marines habían adquirido una reputación bien merecida como tiradores de élite.
Después de la guerra, el Cuerpo de Marines cayó en una depresión que terminó con el nombramiento de Archibald Henderson como su comandante, el 17 de octubre de 1820. Bajo su mandato, el Cuerpo Expedicionario asumió responsabilidades en el Caribe, el golfo de México, Cayo Hueso, África Occidental, las Islas Malvinas y Sumatra. El comandante Henderson frustra los intentos del entonces presidente Andrew Jackson para combinar e integrar al Cuerpo de Marines con el Ejército. En cambio, el Congreso aprobó la Act for the Better Organization of the Marine Coprs (Ley para la mejor organización del Cuerpo de Marines) en 1834, que estableció que el cuerpo era parte del Departamento de la Armada como un servicio a sus hermanos de la Armada. Esta sería la primera de las muchas veces que se cuestionó la existencia del Cuerpo. 
Los marines participaron en las Guerras Seminolas de 1835; el comandante Henderson dirigió personalmente casi la mitad de todo el Cuerpo (dos batallones) durante la guerra. Una década más tarde, en la primera intervención estadounidense en México (1846-1848), los marines asaltaron el palacio de Chapultepec en Ciudad de México, que se inmortalizó después en la frase «From the Halls of Montezuma» en el himno de los marines. En la década de 1850, los marines realizarían diversos servicios en Panamá y en Asia, como el realizado por Matthew Perry escoltando al East India Squadron en su histórico viaje a Extremo Oriente.
Con su gran servicio en los compromisos exteriores, el Cuerpo de Marines desempeñó un papel moderado en la guerra de Secesión (1861-1865): su acción más importante fue imponer bloqueos. A medida que más y más estados se secesionaron de la Unión, aproximadamente la mitad de los oficiales del Cuerpo también dejaron la Unión para unirse a la Confederación y crearon el Cuerpo de Marines de los Estados Confederados, que finalmente jugó un papel minoritario en la guerra. El batallón de reclutas formados por la Unión para la primera batalla de Bull Run (First Manassas) no tuvo buenos resultados, retrocediendo con el resto de las fuerzas de la Unión.

### De la Guerra Civil a la Primera Guerra Mundial
El resto del siglo XIX se caracterizó por la disminución de las fuerzas y el debate acerca de cuál sería la misión del Cuerpo de Marines. La transición de la Armada de la vela al  vapor pone en tela de juicio la necesidad de los marines a bordo de buques de guerra. Mientras tanto, los marines sirven como un recurso para proteger las vidas e intereses estadounidenses en el extranjero. El Cuerpo de Marines ha participado en más de 28 intervenciones en solitario en los 30 años que van desde el final de la guerra de Secesión hasta el final del siglo XIX. 
Bajo el mando del Comandante del Cuerpo, el general Jacob Zeilin, se aprobó el emblema que aún hoy está vigente, Eagle, Globe, and Anchor (águila, globo terráqueo y ancla), el 19 de noviembre de 1868.
Por esas fechas se escucha por primera vez el Himno de los Marines. Alrededor de 1883, el Cuerpo de Marines adoptó su lema actual Semper Fidelis.
John Philip Sousa, el músico y compositor, se alistó a la edad de 13 años, sirviendo en los Marines desde 1867 hasta 1872, y nuevamente desde 1880 hasta 1892  como el líder de la Banda de los Marines.  
Durante la guerra hispano-estadounidense de  1898, los marines llevaron las fuerzas estadounidenses a Filipinas, Cuba y Puerto Rico, lo que demostró su disposición para su despliegue. En la bahía de Guantánamo, Cuba, los marines capturaron la base naval, que sigue en uso hoy en día. Entre 1899 y 1916, el Cuerpo continuó participando en las expediciones extranjeras, incluida la guerra filipino-estadounidense, la Rebelión Bóxer en China (1899-1901), Panamá, las pacificaciones de Cuba, el Incidente Perdicaris en Marruecos, Veracruz, Santo Domingo, y las guerras bananeras en Haití y Nicaragua. Por otro lado la experiencia adquirida en contrainsurgencia y operaciones de la guerrilla durante este período se consolidaron en el Pequeño Manual de Guerra (Small Wars Manual).

### Primera Guerra Mundial

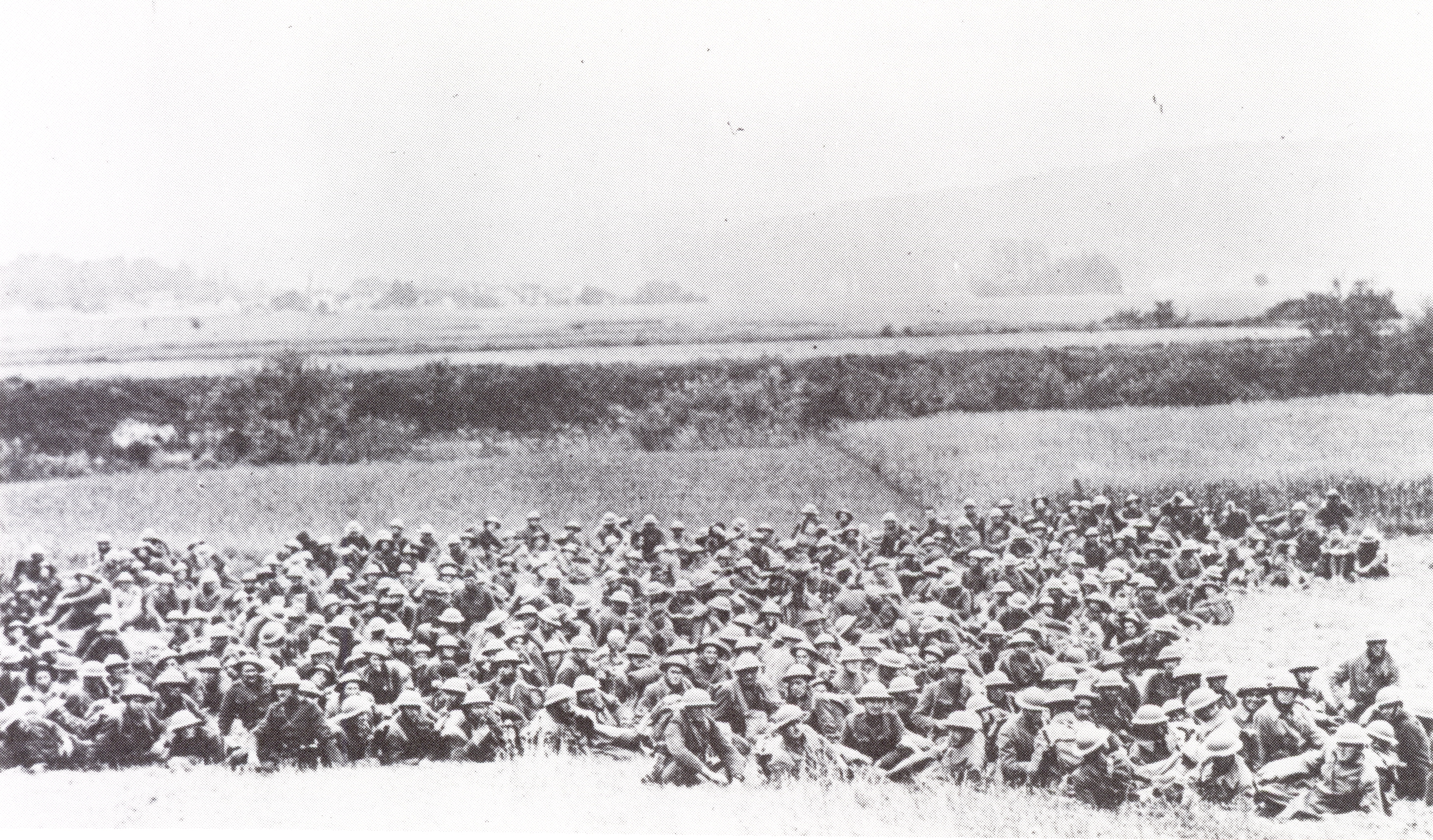
Marines del 6.º Regimiento, tras la Batalla de Belleau Wood.

Durante la Primera Guerra Mundial, los marines más veteranos desempeñaron un papel importante en la entrada de los Estados Unidos en el conflicto. A diferencia del Ejército, el Cuerpo de Marines tenía una gran cantidad de oficiales y suboficiales con experiencia en combate, y experimentó una pequeña expansión. Aquí, los marines lucharon en la famosa batalla de Belleau Wood, y se crearon la reputación de los marines en la historia moderna. Mientras que sus anteriores experiencias expedicionarias no habían gozado de gran fama en el mundo occidental, la ferocidad y tenacidad mostradas en Francia, les ganaron el respeto de los alemanes, que los calificaron como tropa de asalto (Stormtrooper) de gran calidad. Aunque los marines y los medios de comunicación estadounidenses informaron de que los alemanes les habían apodado como Teufel Hunden en el sentido de Devil Dogs (Perros del Diablo), no hay pruebas de ello en las publicaciones alemanas (Teufelshunde sería la expresión alemana propiamente dicha), posiblemente fue la propaganda estadounidense quien acuñó esta expresión. Sin embargo, el calificativo de Devil Dogs perdura en la actualidad. El cuerpo había entrado en la guerra con 511 oficiales y 13 214 hombres entre suboficiales y marines rasos, y el 11 de noviembre de 1918 había llegado a una fuerza de 2400 oficiales y 70 000 hombres.
Entre las dos guerras mundiales, el Cuerpo de Marines estuvo comandado por el mayor general John A. Lejeune, y bajo su liderazgo, el Cuerpo proféticamente estudió y desarrolló técnicas de desembarco que serían de gran utilidad en la Segunda Guerra Mundial. Muchos de los oficiales, incluyendo el teniente coronel Earl Hancock "Pete" Ellis, preveían una guerra en el Pacífico, con Japón, y adoptaron preparativos para el conflicto. Hasta 1941, ya que la perspectiva de la guerra creció, el Cuerpo se empeñó en realizar ejercicios de desembarco conjuntos y adquirir el equipo anfibio que resultaría de gran utilidad en el próximo conflicto.

### Segunda Guerra Mundial

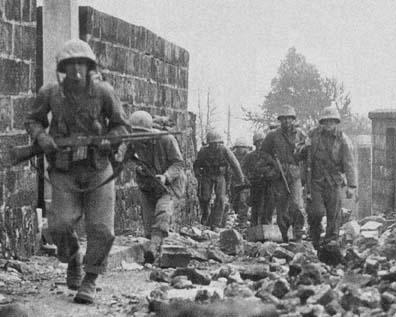
Marines de la 6.ª División patrullando entre las ruinas de Naha, Okinawa.

En la Segunda Guerra Mundial, los marines desempeñaron un papel central en la guerra del Pacífico. En las batallas de Guadalcanal, Bougainville, Tarawa, Guam, Tinian, Saipán, Peleliu, Iwo Jima y Okinawa se libraron feroces combates entre los marines y el Ejército Imperial Japonés. 
Fue en Guadalcanal donde se usó por vez primera un nuevo código basado en el idioma navajo. Philip Johnston propuso al Cuerpo de Marines el uso del idioma navajo en sus codificaciones. La idea fue aceptada, y el código navajo fue formalmente desarrollado en 1941 en el Alfabeto fonético conjunto Ejército/Armada. 
Durante la batalla de Iwo Jima, el fotógrafo Joe Rosenthal tomó la famosa fotografía del izado de la bandera. Cinco marines y un sanitario de la Armada, izaron la bandera estadounidense en el Monte Suribachi. Aunque esta bandera era muy pequeña, podía verse fácilmente desde las playas cercanas. 

El Secretario de la Armada, James Forrestal ha decidido la noche anterior que quería desembarcar y presenciar la fase final de la lucha por la montaña [...] Su bote tocó tierra justo después de que se alzó la bandera y el ánimo del alto mando se tornó en júbilo. Mirando hacia lo alto, en la mancha roja, blanca y azul, Forrestal le aseguró a Smith: Holland, el haber alzado esa bandera en Suribachi significa un Cuerpo de Marines para los siguientes quinientos años.

Forrestal se dejó llevar de tal manera por el fervor del momento que decidió que quería esa bandera como recuerdo. La noticia de su voluntad no fue del agrado del comandante del Segundo Batallón, Chandler Johnson [...] «Al diablo con ello», espetó el coronel cuando recibió el mensaje. Él creía que la bandera pertenecía al Batallón. Decidió asegurarla lo más pronto posible y envió a su asistente de operaciones, el teniente Ted Tuttle a la playa a buscar una bandera de reemplazo. Después de pensarlo un poco, Johnson le comentó a Tuttle: "y que sea más grande".

Hacia el final de la guerra, el Cuerpo paso a contar con seis divisiones, cinco alas de combate, 20 batallones de defensa y un batallón de paracaidistas, con un total de aproximadamente 485 000 marines. Las bajas en combate de los Marines fueron cerca de 87 000, incluyendo cerca de 20 000 muertos), y se concedieron 82 Medallas de Honor.
A pesar de la predicción de secretario Forrestal, el Cuerpo se enfrentó a una crisis institucional inmediatamente después de la finalización de la guerra, debido al bajo presupuesto. Generales del Ejército impulsaron el fortalecimiento y la reorganización del estamento de defensa. Se trataba de que tanto las misiones como los activos de los Marines pasaran a la Armada y al Ejército. Encabezando este movimiento estaban oficiales tan prominentes del Ejército como el general Dwight D. Eisenhower y el jefe de Estado Mayor George C. Marshall. Con el apoyo del Congreso el Cuerpo de Marines rechazó tales esfuerzos para que fueran desmantelados. Se adoptó al Cuerpo de protección legal con la Ley de Seguridad Nacional de 1947. Es en 1952 cuando el Cuerpo de Marines consigue obtener su estatus como una rama propia dentro de las fuerzas armadas estadounidenses. Con la aprobación de la ley Douglas-Mansfield o Ley Pública 416 del 82.º Congreso, se ofrecía al Comandante de los Marines un puesto en igualdad de condiciones en el Estado Mayor Conjunto, sobre los asuntos que afectaran a los Marines. Además se estableció la estructura de tres divisiones en activo y las alas de combate que permanecen hoy en día.

### Guerra de Corea

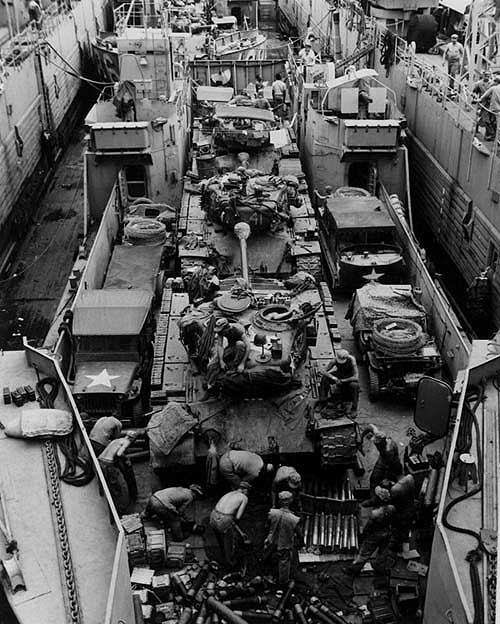
Marines en ruta hacia Incheon.

Al inicio de la guerra de Corea (1950-1953) se formó la 1.ª Brigada Provisional de Marines (en inglés First Provisional Marine Brigade) para la defensa del Perímetro Pusan. El general Douglas MacArthur al mando de las tropas ordenó a los Marines que desembarcaran en Inchon. El éxito del desembarco motivó el colapso de las líneas de Corea del Norte y la persecución de las tropas norcoreanas más allá del río Yalu, antes de la entrada en la guerra de la República Popular China.
La entrada de las tropas chinas en la guerra sorprendió a las fuerzas estadounidenses, ya que la guerra entre la RPC y los Estados Unidos no había sido declarada. Las tropas chinas obligaron al X Cuerpo de Ejército de los EE. UU., que incluía la 1.ª División de Marines y la 7.ª División de Infantería del ejército, a retirarse de su posiciones. Mientras el X Cuerpo se intentaba reagrupar, se sucedían los combates. Tuvieron que retroceder hasta la costa, donde tuvo lugar la ahora conocida como batalla del embalse de Chosin. 
Los Marines continuaron luchando en una guerra de desgaste a lo largo del paralelo 38 hasta el armisticio de 1953.  La guerra de Corea vio la ampliación del Cuerpo de Marines pasando de los 75 000 a una fuerza de 261 000, en su mayoría reservistas. Las bajas fueron de 30 544 marines muertos o heridos durante la guerra y 42 fueron galardonados con la Medalla de Honor, 26 de ellos a título póstumo.

### Guerra de Vietnam

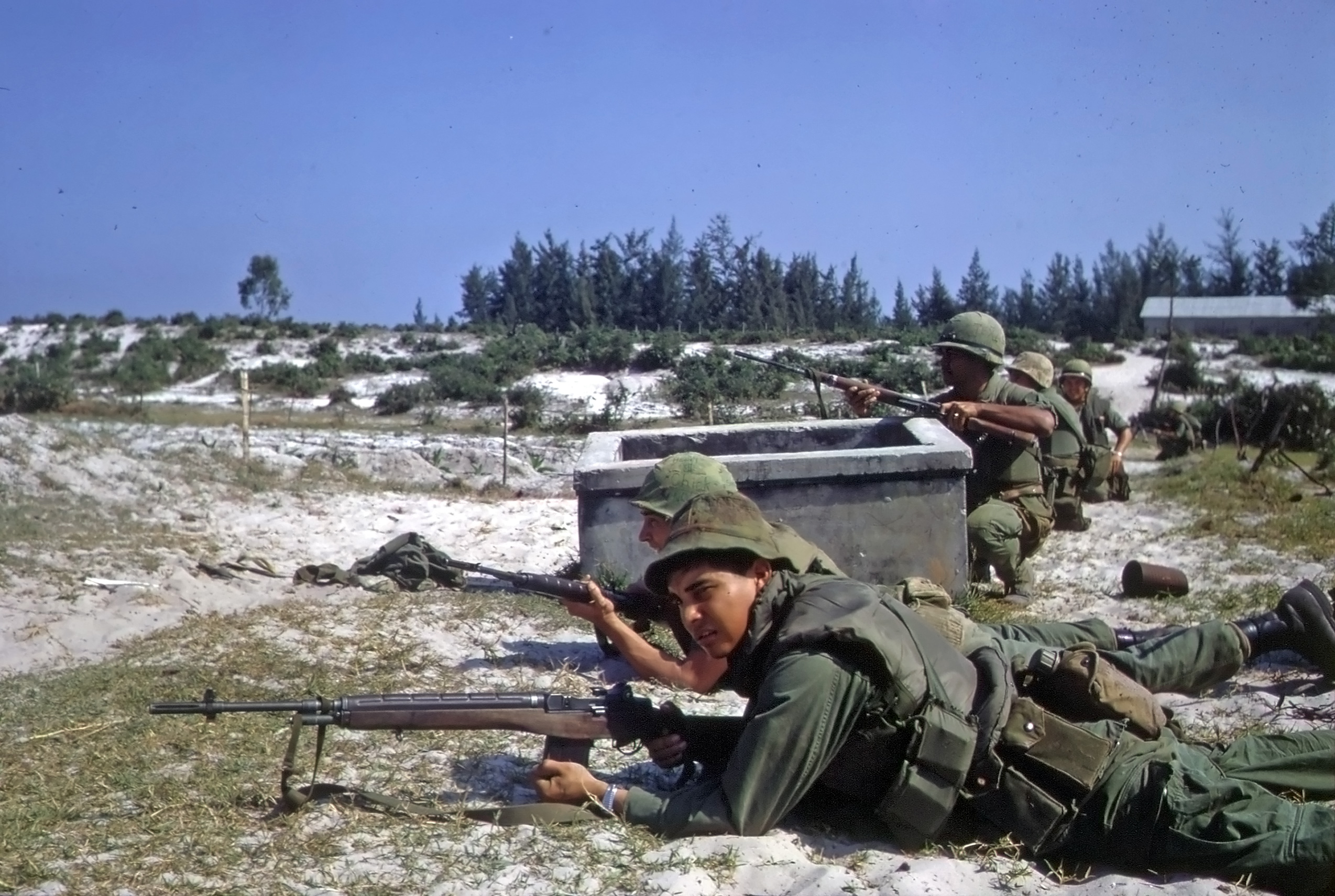
Marines durante la ofensiva del Tet en 1968.

El Cuerpo de Marines tuvo un importante papel en la guerra de Vietnam, participando en batallas como la de Đà Nẵng, Huế, Con Thien y Khe Sanh. La base de operaciones de los Marines fue al norte del I Cuerpo de Ejército de Vietnam del Sur. Los Marines tuvieron que enfrentarse en una guerra de guerrillas contra el Frente Nacional de Liberación de Vietnam del Sur (FNL) y en una guerra convencional contra el intermitente Ejército de Vietnam del Norte (NVA). Algunos marines fueron los responsables de los menos conocidos Programas de Acción Combinada (en inglés: Combined Action Program), en los que se aplicaron técnicas no convencionales para la lucha contra la insurgencia y trabajando como asesores militares del Cuerpo de Marines de la República de Vietnam. Los marines fueron retirados en 1971, y regresaron brevemente en 1975 para evacuar Saigón y rescatar la tripulación del Mayagüez.
Vietnam fue la guerra más larga en la que participaron los Marines, al finalizar la guerra 13 095 marines habían muerto en acción, 88 594 habían resultado heridos, y se otorgaron 57 Medallas de Honor. Debido a las políticas relativas a la rotación, fueron desplegados más marines para el servicio de Vietnam que durante la Segunda Guerra Mundial.
Mientras se recupera de la guerra de Vietnam, el Cuerpo sufre un gran deterioro, y sus capacidades de combate se encuentran en el punto más bajo de su historia, motivado por las cortes marciales y los castigos no judiciales relacionados en parte con el aumento de las deserciones durante la guerra. El resurgimiento del Cuerpo comenzó en la década de 1970, tras el licenciamiento de la mayoría de los delincuentes, y una vez que la calidad de los nuevos reclutas mejoró; el Cuerpo se centró en la reforma del Cuerpo de Suboficiales, una parte vital del funcionamiento de sus fuerzas.

### De Vietnam a la Guerra contra el Terrorismo
Después de Vietnam, los marines reanudaron su papel de fuerza expedicionaria. Participaron en la Operación Eagle Claw en 1980 en el intento de rescate de 66 diplomáticos y ciudadanos estadounidenses que habían sido tomados como rehenes en su embajada en Irán, la invasión de Granada (Operación Urgent Fury) y la invasión de Panamá (Operación Causa Justa). El 23 de octubre de 1983, el Cuartel General de los Marines en Beirut, Líbano, sufrió un  doble atentado suicida, causando la pérdida de 220 infantes de marina y otros 21 miembros del servicio de la 24.ª Unidad Expedicionaria de Marines, la pérdida más grande en tiempos de paz que ha tenido el Cuerpo en su historia. Este suceso conduce a la retirada de las fuerzas estadounidenses del país. En 1990 los Marines como parte de la Joint Task Force Sharp, participan en la evacuación de ciudadanos británicos, franceses y estadounidenses de la violencia de la guerra civil de Liberia. Durante la guerra del Golfo (1990-1991), los Marines conjuntamente con otras fuerzas forman el núcleo inicial de la Operación Escudo del Desierto, mientras que Estados Unidos y una Coalición de países movilizan más tropas; más tarde participan en la Operación Tormenta del Desierto para liberar Kuwait. Los Marines participan en operaciones de combate en Somalia (1992-1995) durante las operaciones Restaurar la Esperanza (Restore Hope, Restore Hope II), y la Operación United Shield para prestar ayuda humanitaria.

### Guerra Global contra el Terrorismo

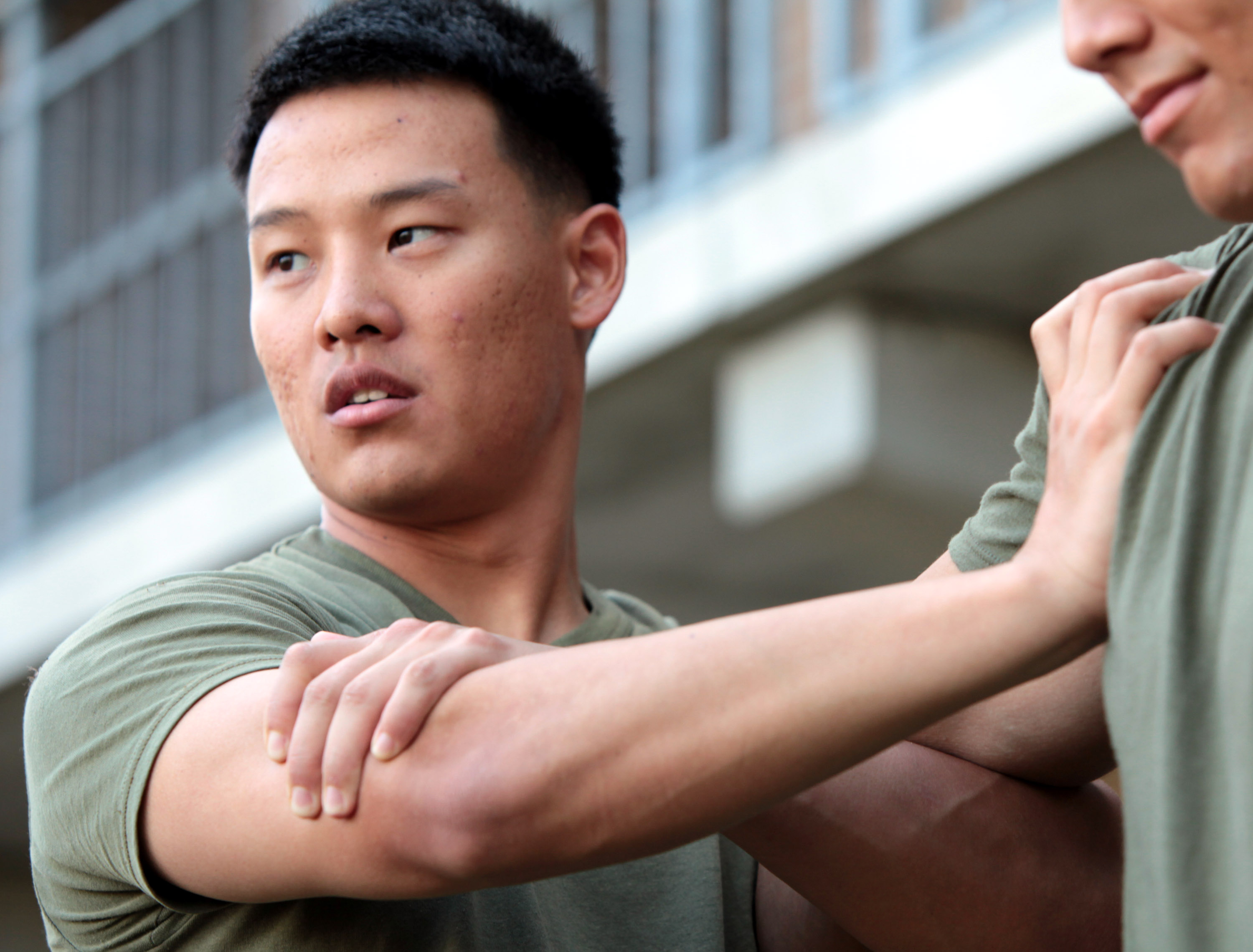
Sgt. Jason Yoon, guía cuarto pelotón, compañía F, Batallón Antiterrorismo unido a la 2.ª División de Marines, se prepara para realizar una toma mientras realizan un programa de formación en Camp Lejeune, Carolina del Norte, 22 de septiembre de 2011

Tras los ataques del 11 de septiembre de 2001 el presidente George W. Bush anunció la guerra contra el terrorismo. El objetivo de la guerra global contra el terror es "derrotar a Al Qaeda y otros grupos terroristas, y a cualquier nación que apoye o dé refugio a terroristas". Desde entonces, el Cuerpo de Marines, junto con otros militares y agencias federales, se ha comprometido en las operaciones globales por todo el mundo en apoyo de esa misión.

#### Operación Libertad Duradera
A principios de octubre de 2001, marines y otras fuerzas estadounidenses en Pakistán y Uzbekistán cerca de la frontera de Afganistán, en preparación para la Operación Libertad Duradera. La 15.ª y 26.ª Unidad Expedicionaria de Marines fueron las primeras fuerzas convencionales en Afganistán en apoyo de la operación libertad duradera, en noviembre de 2001, y en diciembre, los marines tomaron el Aeropuerto Internacional de Kandahar. Desde entonces, los batallones y escuadrones de los Marines han seguido combatiendo a los talibanes y a las fuerzas de Al Qaeda. El 29 de abril de 2008 marines de la 24.ª Unidad Expedicionaria de Marines combatieron a los talibanes en la ciudad de Garmsir, en la provincia de Helmand, en la primera operación importante de las fuerzas estadounidenses en la región en años. En junio de 2009, 7000 marines con la 2.ª Brigada Expedicionaria de Marines se desplegaron en Afganistán en un esfuerzo por mejorar la seguridad, y en julio de ese mismo año comenzó la Operation Strike of the Sword. 
En 2002, se formó la Combined Joint Task Force – Horn of Africa (Fuerza de Tarea Conjunta Combinada - Cuerno de África) en Camp Lemonier, Yibuti para garantizar la seguridad en la región.  A pesar de la transferencia de mando general a la Armada en 2006 los Marines continuaron operando en el Cuerno de África en 2007.

#### Invasión de Irak de 2003
Más recientemente, los Marines han servido de forma destacada en la guerra de Irak. La I Fuerza Expedicionaria de Marines, junto con la 3.ª División de Infantería estadounidense, encabezó en el 2003 la invasión de Irak. Los marines salieron de Irak en el verano de 2003, pero regresaron para el servicio de ocupación al inicio de 2004. Se les dio la responsabilidad de la provincia de Al Anbar, la región del gran desierto al oeste de Bagdad. Durante la ocupación, los marines encabezaron los ataques contra la ciudad de Faluya en abril (Operación Vigilant Resolve) y noviembre de 2004 (Operación Phantom Fury), y participaron en intensos combates en lugares como Ramadi, Al-Qa'im y Hit. Su estancia en Irak también ha generado controversia con la matanza de Haditha y el incidente de Hamdania. El 1 de marzo de 2009, el presidente Barack Obama en un discurso pronunciado en Camp Lejeune, Carolina del Norte prometió que todas las tropas se retirarían de Irak en agosto de 2010. El Cuerpo de Marines terminó oficialmente su papel en Irak el 23 de enero de 2010, cuando se transfirió la responsabilidad de la provincia de Al Anbar al Ejército de los Estados Unidos.

### Bajas (1775-2015)
| Conflicto                                                       | Muertos en combate | Heridos en combate |
| --------------------------------------------------------------- | ------------------ | ------------------ |
| Guerra de Independencia de los Estados Unidos                   | 49                 | 70                 |
| Cuasi-Guerra                                                    | 6                  | 11                 |
| Guerras berberiscas                                             | 4                  | 10                 |
| Guerra anglo-estadounidense de 1812                             | 46                 | 66                 |
| Intervención estadounidense en México                           | 11                 | 47                 |
| Guerra de Secesión                                              | 148                | 131                |
| Guerra hispano-estadounidense                                   | 7                  | 21                 |
| Levantamiento de los bóxers                                     | 9                  | 17                 |
| Ocupación estadounidense de Nicaragua                           | 52                 | 82                 |
| Ocupación estadounidense de la República Dominicana (1916-1924) | 144                | 67                 |
| Ocupación estadounidense de Haití                               | 10                 | 26                 |
| Primera Guerra Mundial                                          | 2461               | 9520               |
| Segunda Guerra Mundial                                          | 19 733             | 68 207             |
| Guerra de Corea                                                 | 4267               | 23 744             |
| Ocupación estadounidense de la República Dominicana (1965-1966) | 9                  | 25                 |
| Guerra de Vietnam                                               | 13 091             | 88 594             |
| Guerra civil libanesa                                           | 240                | 151                |
| Invasión de Granada                                             | 3                  | 15                 |
| Invasión estadounidense de Panamá                               | 2                  | 3                  |
| Guerra de Afganistán (2001-2014)                                | 378                | 4955               |
| Conflicto en Irak                                               | 853                | 8642               |

## Organización
El Departamento de la Armada, dirigido por el Secretario de la Armada, supervisa tanto el Cuerpo de Marines como la Armada.

### Estructura
El Cuerpo de Marines cuenta con dos mandos principales, las Fuerzas del Cuerpo de Marines del Pacífico, que tiene su cuartel general en Pearl Harbor (Hawái), y las Fuerzas del Cuerpo de Marines del Atlántico, con base en Norfolk (Virginia).
La organización básica para el despliegue de los Marines, es la Fuerza de Tareas Aeroterrestre de Marines (MAGTF por sus siglas en inglés), una estructura flexible de tamaño variable. Un MAGTF está integrado por fuerzas terrestres, de aviación y de apoyo logístico, capaces de funcionar de forma independiente o como parte de una coalición más amplia. El tamaño de un MAGTF puede ir desde los más pequeños, una Unidad Expedicionaria de Marines (MEU), al más grande, una Fuerza Expedicionaria de Marines (MEF). Una MEU está integrada por un batallón de infantería reforzada y por un escuadrón compuesto. La MEF integra una división, un ala aérea, y un grupo logístico. En la actualidad hay siete MEU, y tres MEF. Cada MEU está calificada para realizar operaciones especiales. Los tres MEF contienen la gran mayoría de las fuerzas en activo desplegadas.

### Operaciones Especiales
La idea de que las fuerzas especiales de los Marines se unieran a las Fuerzas de Operaciones Especiales de Estados Unidos, fue considerada ya en la década de 1980, encontrando gran resistencia en el Cuerpo. El entonces comandante Pablo X. Kelley expresó la creencia popular de que los Marines deben apoyar a los Marines, y que el cuerpo no debe financiar una capacidad de guerra especial que no apoye las operaciones de los Marines. Gran parte de esta resistencia se empieza a disipar en las primeras etapas de la Operación  Libertad Duradera: mientras otras unidades de operaciones especiales participaban activamente en Afganistán, la 15.ª y 26.ª MEU estaban ’’’sentadas en el banquillo’’’. Después de un periodo de tres años de desarrollo, el Cuerpo acordó en 2006, la creación del Marine Forces Special Operations Command (MARSOC), integrado por 2600 hombres, un comando que dependía directamente del SOCOM.

#### Fuerzas Especiales de los Marines
Muchas personas en general confunden al Cuerpo de Marines como una unidad de fuerzas especiales, siendo los Marines, solamente tropas regulares con especialidad en medios anfibios, pero en 2005, el secretario de Defensa de los Estados Unidos, dirigió la formación del Mando de Operaciones Especiales de los Marines, Marine Special Operations Command (MARSOC). Este mando de operaciones especiales fue activado el 24 de febrero del 2006 en Camp Lejeune, Carolina del Norte.
El principal componente de esta unidad es el Regimiento Raider de los Marines, creado en 2004 (como proyecto piloto) antes que su propio Mando de Operaciones Especiales, para ir con los Navy SEALS a Irak. Tiene tres batallones con cuatro compañías.
Al igual que los Boinas Verdes, los Rangers, los SEAL, el DEVGRU y la Delta Force (SFO-D), estas Fuerzas Especiales de Marines tienen entrenamientos centrados en guerra no convencional, navegación, patrulla, combate cuerpo a cuerpo, y acceso a la Escuela SERE Supervivencia, Evasión, Resistencia y Escape

#### Marine Corps Force Reconnaissance
La Marine Corps Force Reconnaissance (Fuerza de Reconocimiento de los Marines), no pertenece al Mando de Operaciones Especiales del Cuerpo, pero es considerada una fuerza de élite y una unidad de Fuerzas Especiales debido a sus actividades de inteligencia, operaciones tras las líneas enemigas, y sus métodos de inserción y extracción, submarinismo, iguales a las de otras fuerzas especiales como los Navy SEAL, Army Special Forces, United States Army Rangers, o el Equipo de Control de Combate de la Fuerza Aérea de los Estados Unidos.

## Personal

### Mandos

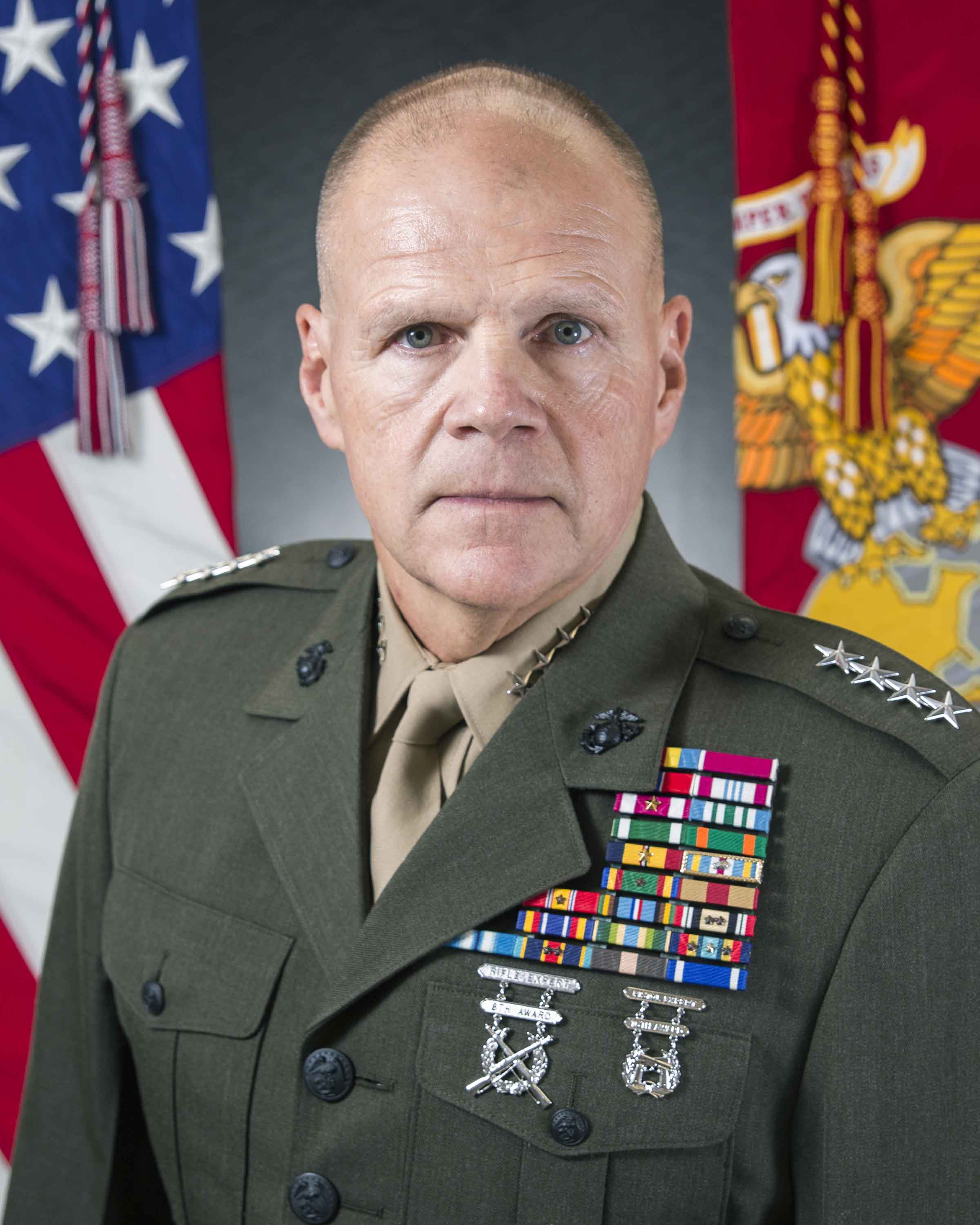
General Robert Neller; Comandante del Cuerpo de Marines.
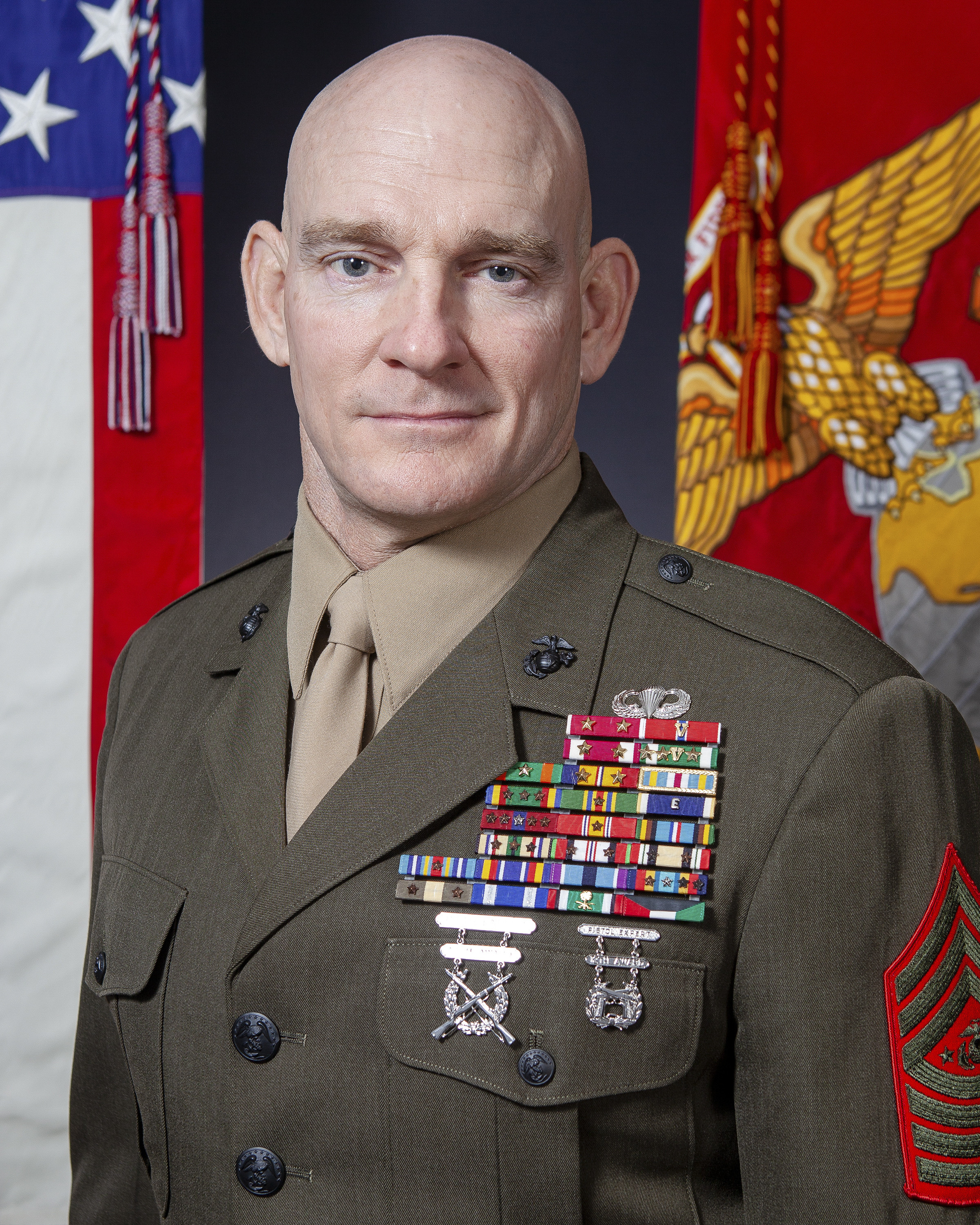
Sargent Troy E. Black; Sargento Mayor del Cuerpo de Marines.

Al mando del Cuerpo de Marines se encuentra, el Comandante del Cuerpo de Marines, (Commandant of the Marine Corps) (CMC) que es miembro del Estado Mayor. El CMC responde directamente ante el Secretario de la Armada (pero no ante el Jefe de Operaciones Navales). El Asistente del Comandante del Cuerpo de Marines (Assistant Commandant of the Marine Corps), actúa como adjunto al Comandante. El Sargento Mayor del Cuerpo de Marines (Sergeant Major of the Marine Corps), es elegido por el Comandante del Cuerpo para servir como su asesor y se le considera un marine preeminente.

### Oficiales de Grado de Campo, Oficiales y Generales
Los oficiales se distinguen del resto de miembros por su comisión, que es la autoridad escrita formal, publicada en nombre del presidente de los Estados Unidos, que demuestra el rango y la autoridad de un oficial de Marines. Los oficiales tienen así la confianza del Presidente. Cada oficial que se gradúa recibe un sable mameluco en recuerdo del que Hamet Karamanli regaló al teniente O´Bannon.
| Estructura de grados del grupo de oficiales del Cuerpo de Marines | Estructura de grados del grupo de oficiales del Cuerpo de Marines | Estructura de grados del grupo de oficiales del Cuerpo de Marines | Estructura de grados del grupo de oficiales del Cuerpo de Marines | Estructura de grados del grupo de oficiales del Cuerpo de Marines | Estructura de grados del grupo de oficiales del Cuerpo de Marines | Estructura de grados del grupo de oficiales del Cuerpo de Marines | Estructura de grados del grupo de oficiales del Cuerpo de Marines | Estructura de grados del grupo de oficiales del Cuerpo de Marines | Estructura de grados del grupo de oficiales del Cuerpo de Marines | Estructura de grados del grupo de oficiales del Cuerpo de Marines |
| General de Marines                                                | Lieutenant General Teniente general                               | Major General Mayor general                                       | Brigadier general General de Brigada                              | Colonel Coronel                                                   | Lieutenant Colonel Teniente coronel                               | Major Mayor                                                       | Captain Capitán                                                   | First Lieutenant Teniente primero                                 | Second Lieutenant Teniente segundo                                |                                                                   |
| O-10                                                              | O-9                                                               | O-8                                                               | O-7                                                               | O-6                                                               | O-5                                                               | O-4                                                               | O-3                                                               | O-2                                                               | O-1                                                               |                                                                   |
| ----------------------------------------------------------------- | ----------------------------------------------------------------- | ----------------------------------------------------------------- | ----------------------------------------------------------------- | ----------------------------------------------------------------- | ----------------------------------------------------------------- | ----------------------------------------------------------------- | ----------------------------------------------------------------- | ----------------------------------------------------------------- | ----------------------------------------------------------------- | ----------------------------------------------------------------- |
|                                                                   |                                                                   |                                                                   |                                                                   |                                                                   |                                                                   |                                                                   |                                                                   |                                                                   |                                                                   |                                                                   |

### Oficiales técnicos
|  |  |  |  |  |

### Marines y Sargentos
| Estructura de rangos del Oficiales no Comisionados, Sargentos y Personal de la Marina del Cuerpo de Marines | Estructura de rangos del Oficiales no Comisionados, Sargentos y Personal de la Marina del Cuerpo de Marines | Estructura de rangos del Oficiales no Comisionados, Sargentos y Personal de la Marina del Cuerpo de Marines | Estructura de rangos del Oficiales no Comisionados, Sargentos y Personal de la Marina del Cuerpo de Marines | Estructura de rangos del Oficiales no Comisionados, Sargentos y Personal de la Marina del Cuerpo de Marines | Estructura de rangos del Oficiales no Comisionados, Sargentos y Personal de la Marina del Cuerpo de Marines | Estructura de rangos del Oficiales no Comisionados, Sargentos y Personal de la Marina del Cuerpo de Marines | Estructura de rangos del Oficiales no Comisionados, Sargentos y Personal de la Marina del Cuerpo de Marines | Estructura de rangos del Oficiales no Comisionados, Sargentos y Personal de la Marina del Cuerpo de Marines | Estructura de rangos del Oficiales no Comisionados, Sargentos y Personal de la Marina del Cuerpo de Marines | Estructura de rangos del Oficiales no Comisionados, Sargentos y Personal de la Marina del Cuerpo de Marines |                 |
| Sergeant Major of the Marine Corps Sargento Mayor del Cuerpo de Marines                                     | Sergeant Major Sargento Mayor                                                                               | Master Gunnery Sergeant Sargento de Artillería Maestro                                                      | First Sergeant Sargento Primero                                                                             | Master Sergeant Sargento Maestro                                                                            | Gunnery Sergeant Sargento de Artillería                                                                     | Staff Sergeant Sargento de Personal                                                                         | Sergeant Sargento                                                                                           | Corporal Cabo                                                                                               | Lance Corporal Cabo Segundo                                                                                 | Private First Class Soldado De Primera                                                                      | Private Soldado |
| E-9C | E-9B | E-9A | E-8B | E-8A | E-7 | E-6 | E-5 | E-4 | E-3 | E-2 | E-1             |
| --- | --- | --- | --- | --- | --- | --- | --- | --- | --- | --- | --------------- |
| | | | | | | | | | | | sin divisa      |

### Formación inicial

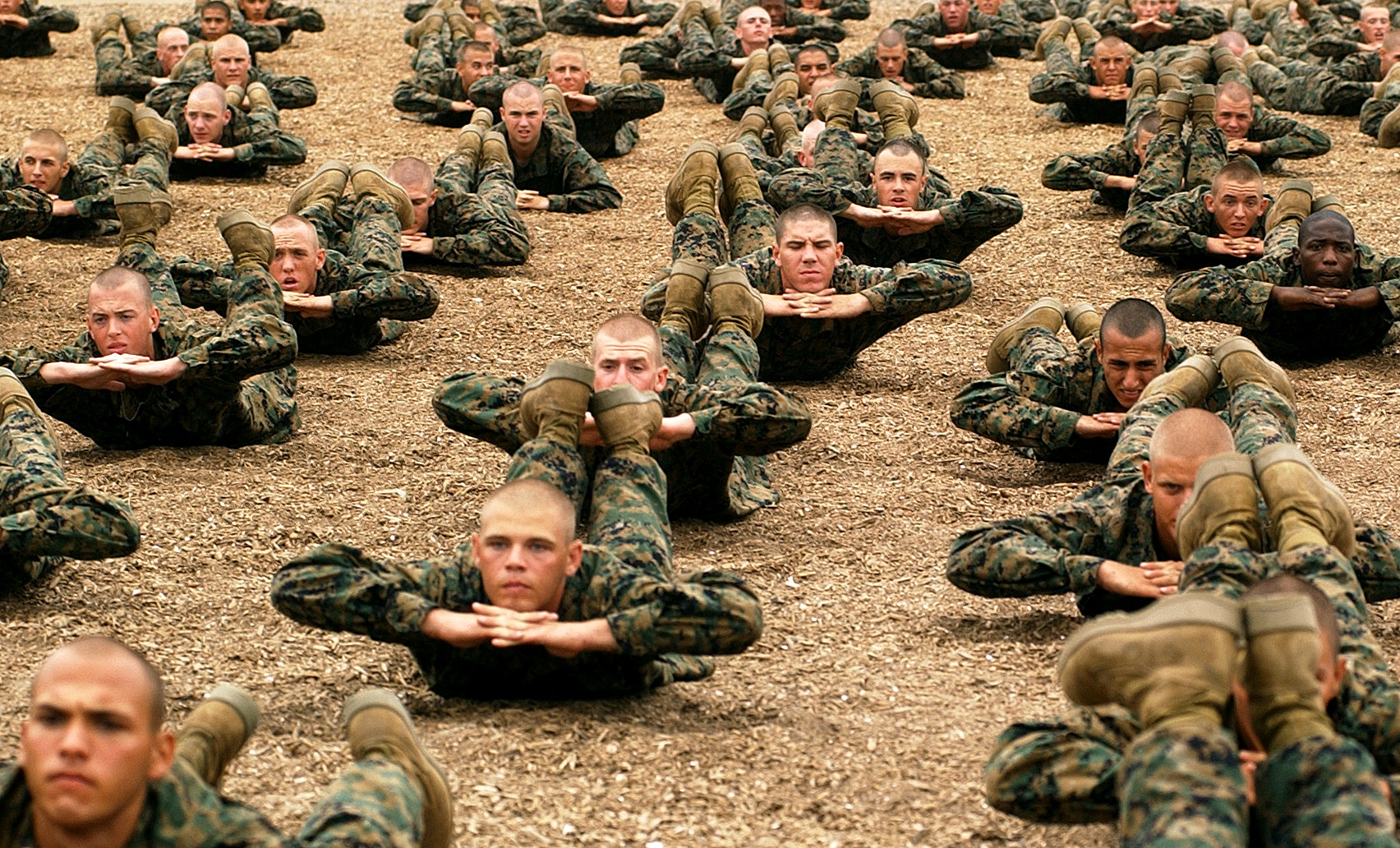
Reclutas en el Marine Corps Recruit Depot San Diego.

Cada año, más de 2000 nuevos oficiales, y 38 000 reclutas son aceptados y entrenados en los Marines. Todos son reclutados por el Comando de Reclutamiento. 
Los oficiales provienen o bien de la Naval Reserve Officer Training Corps (NROTC), Officer Candidates School (OCS), o la Academia Naval de Estados Unidos (United States Naval Academy USNA). Tras ser admitidos, todos los oficiales, independientemente de la vía de adhesión o los requisitos de formación continua, asisten a la Escuela Básica (TBS) en la Base del Cuerpo de Marines de Quantico, Virginia. En la TBS, subtenientes, suboficiales aprenden el arte de infantería, junto con el concepto de que "Todo marine es un fusilero” y todo oficial está cualificado para mandar una sección de infantería. Los nuevos reclutas reciben su primera instrucción militar en el Marine Corps Recruit Depot en San Diego o el Marine Corps Recruit Depot Parris Island. Las mujeres solo son enviadas a Parris Island. Todos los reclutas deben pasar un examen de aptitud para iniciar la formación. La estancia en los campos de entrenamiento tiene una duración mayor que cualquier otro recluta de las otras ramas militares: el periodo de instrucción de los marines es de trece semanas, y en el Ejército es de nueve semanas.
Al finalizar el periodo de instrucción, los marines asisten a la Escuela de Infantería en Camp Geiger o en Camp Pendleton.

## Cultura
Como todas las organizaciones militares, las tradiciones oficiales y no oficiales del Cuerpo de Marines, sirven para reforzar la camaradería y sentirse como parte de otros. El Cuerpo se enorgullece de su rica cultura e historia, que son citadas como una razón del alto espíritu de cuerpo (esprit de corps).

### Tradiciones y costumbres

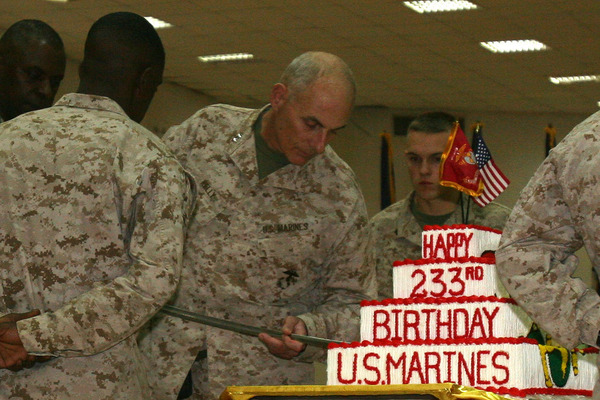
Maj. Gen. John F. Kelly durante la ceremonia del corte de la tarta, el 10 de noviembre de 2008.

El Himno de los Marines data del siglo XIX y es la canción oficial más antigua de las Fuerzas Armadas estadounidenses. Su lema Semper Fidelis (en español: siempre fiel) fue adoptado en 1883, a veces pronunciado como Semper Fi.
Semper Fidelis es también el título de la marcha oficial de los Marines compuesta por John Phillip Sousa. El emblema del Cuerpo de Marines, adoptado en 1868, se compone de un águila, el globo terráqueo y un ancla. El emblema también está representado en el sello y en la bandera de los Marines. Los colores oficiales del Cuerpo son el escarlata y el oro. El cumpleaños de los Marines se celebra el 10 de noviembre; uno de los actos más importantes es el corte de la tarta. Tradicionalmente, el primer trozo es para el marine más viejo que esté presente y el segundo trozo se entrega al marine más joven que esté presente. La celebración incluye la lectura de la Marine Corps Order N.º 47, un mensaje de felicitación que el Comandante de los Marines, el mayor general John A. Lejeune, pronunció en 1921.

## Equipamiento

### Armas de infantería

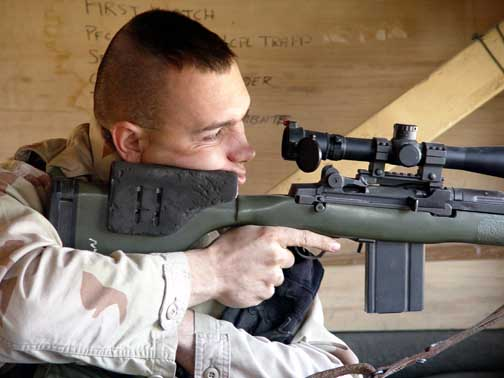
Marine francotirador disparando con un Fusil M14.

El arma básica de infantería del Cuerpo de Marines es el rifle automático de infantería M27. La mayoría de los marines van equipados con el M16A2 o rifles de servicio M16A4. EL Rifle automático de Infantería M27 es una variante fabricada para los marines de la empresa Hekler y Koch de su fusil de asalto Heckler & Koch HK416, y ha sustituido a las ametralladoras ligeras M249 y a la familia de rifles M16 en los batallones de infantería. El fuego represivo es proporcionado la ametralladora M240G, en los niveles de escuadra y compañía respectivamente. Además, el fuego indirecto es proporcionado por el lanzagranadas M320 para equipos de ataque; el M224, un mortero de 60 mm en compañías; y el M252, un mortero de 81 mm en batallones. La ametralladora pesada M2 de 12,7 mm y el lanzagranadas automático MK 19 (40 mm) están disponibles para el uso por la infantería, aunque estas armas por lo general son utilizadas instaladas sobre vehículos. El fuego de precisión es proporcionado por los francotiradores que utilizan rifles Barrett M82 y  el reciente M110 SASS. Mientras que los tiradores selectos utilizan el M39 y el SAM-R.
El Cuerpo de Marines utiliza una gran variedad de cohetes de fuego directo y misiles como fuerza ofensiva y capacidad antiblindaje defensiva. El SMAW y AT4 son cohetes no guiados, que pueden destruir blindajes y defensas fijas hasta 500 m de distancia. El Predator SRAW, FGM-148 Javelin y BGM-71 TOW son misiles teledirigidos antitanque. El SRAW es un arma de corto alcance desechable; el Javelin y el BGM-71 TOW son misiles más pesados efectivos a más de 2000 metros que dan a la infantería una mayor capacidad ofensiva contra el blindaje.

### Transporte terrestre

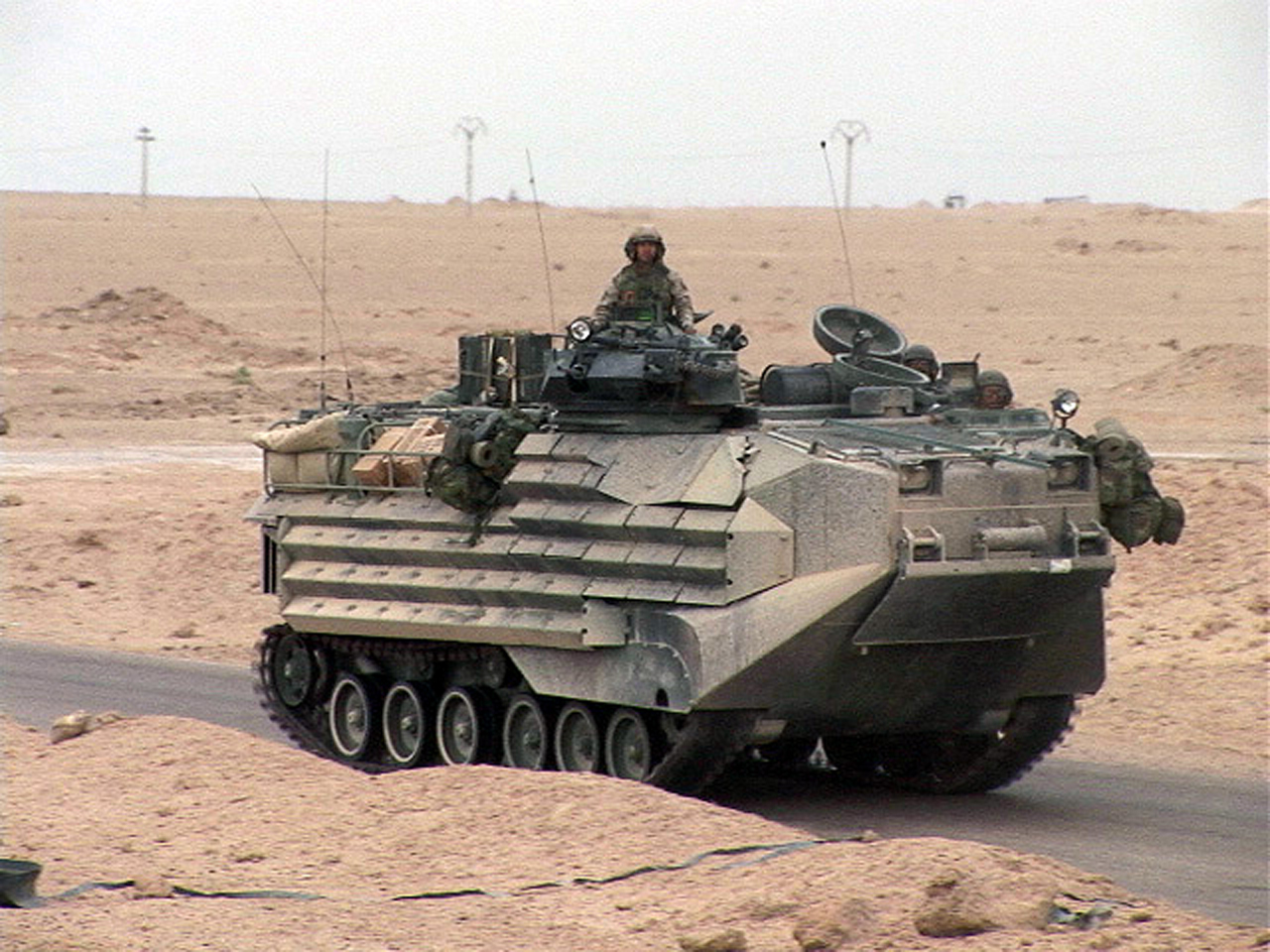
AAV-7A1 en las afueras de Faluya, Irak, en 2005.

El Cuerpo opera con el Vehículo de Ruedas Multiuso de Alta Movilidad (HMMWV o High Mobility Multipurpose Wheeled Vehicle) y el tanque M1A1 Abrams, que son idénticos a las unidades que utiliza el ejército de EE. UU. Sin embargo, para sus necesidades específicas, el cuerpo posee un conjunto de varios vehículos especiales.
El LAV 25 es un transporte blindado, que proporciona capacidades de movilidad estratégica del personal, similar al Stryker,
vehículo que utiliza el Ejército. La capacidad anfibia es proporcionada por el AAV-7A1, un vehículo de asalto anfibio que a la vez puede ser utilizado como transporte blindado de personal en tierra. El AAV-7A1 será reemplazado en breve por el Expeditionary Fighting Vehicle, un vehículo notablemente más rápido que incorpora un mejor blindaje y armamento. Las amenazas de las minas terrestres y artefactos explosivos improvisados en Irak y Afganistán han hecho que el Cuerpo comenzara a incorporar vehículos blindados pesados Buffalo y Cougar que pueden resistir mejor los efectos de estas armas, esto forma parte del "programa de desarrollo de vehículos resistentes a emboscadas" (Mine Resistant Ambush Protected Vehicle Program (MRAP). El Cuerpo de Marines ha comprado 1960 vehículos MRAP, que espera utilizar para reemplazar todos los HMMWV en las patrullas en Irak.
Con anterioridad al 2005, los Marines operaban exclusivamente artillería tipo obús M198 de 155 mm, el cual ha sido reemplazado por el obús M777 de 155 mm. En el 2005, el Cuerpo amplió la composición de su artillería incorporando al "Sistema de Ce Artillería de Alta Movilidad" (HIMARS), un sistema de artillería de cohetes montado sobre camión. Ambos son capaces de disparar municiones guiadas.

### Aeronaves
La capacidad de la aviación en el cuerpo de Marines es fundamental para sus misiones. El Cuerpo opera con helicópteros y aviones principalmente para proporcionar apoyo en los desembarcos y apoyo aéreo cercano a sus fuerzas de tierra. Sin embargo, otros tipos de aeronaves también se utilizan en una variedad de funciones de apoyo y para fines especiales. 

#### Helicópteros

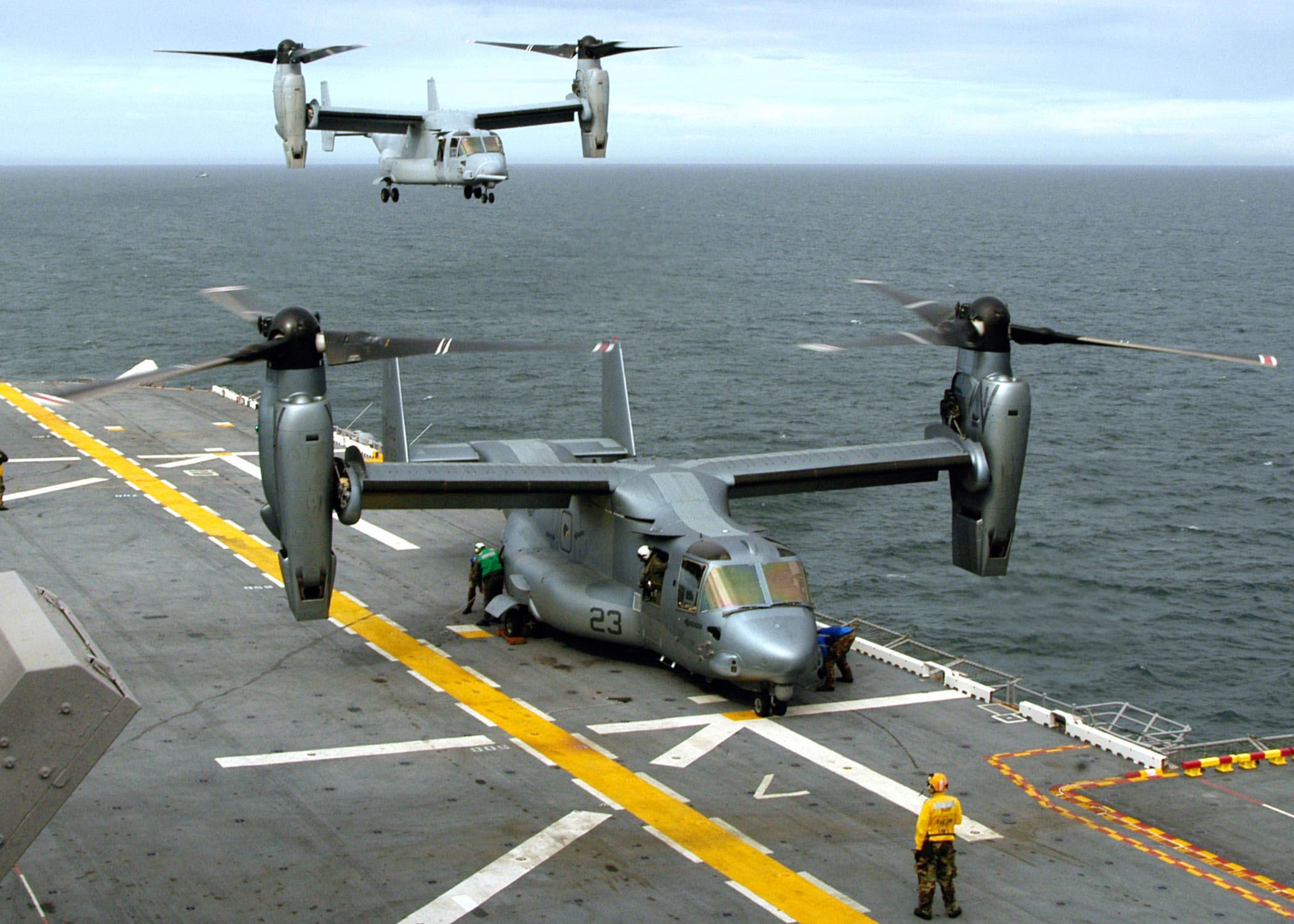
V-22 Osprey a bordo del.

Los helicópteros de ataque son los AH-1W SuperCobra y UH-1N Huey, helicópteros que serán reemplazados por el AH-1Z Viper y el UH-1Y en virtud del programa de actualización H-1. Los helicópteros de transporte como el CH-46E Sea Knight y el CH-53D Sea Stallion, están siendo reemplazados por el V-22 Osprey, una aeronave de rotor basculante, con un mayor alcance y mayor velocidad; y el CH-53E Super Stallion, por el Sikorsky CH-53King Stallion (versión actualizada)

#### Aviones

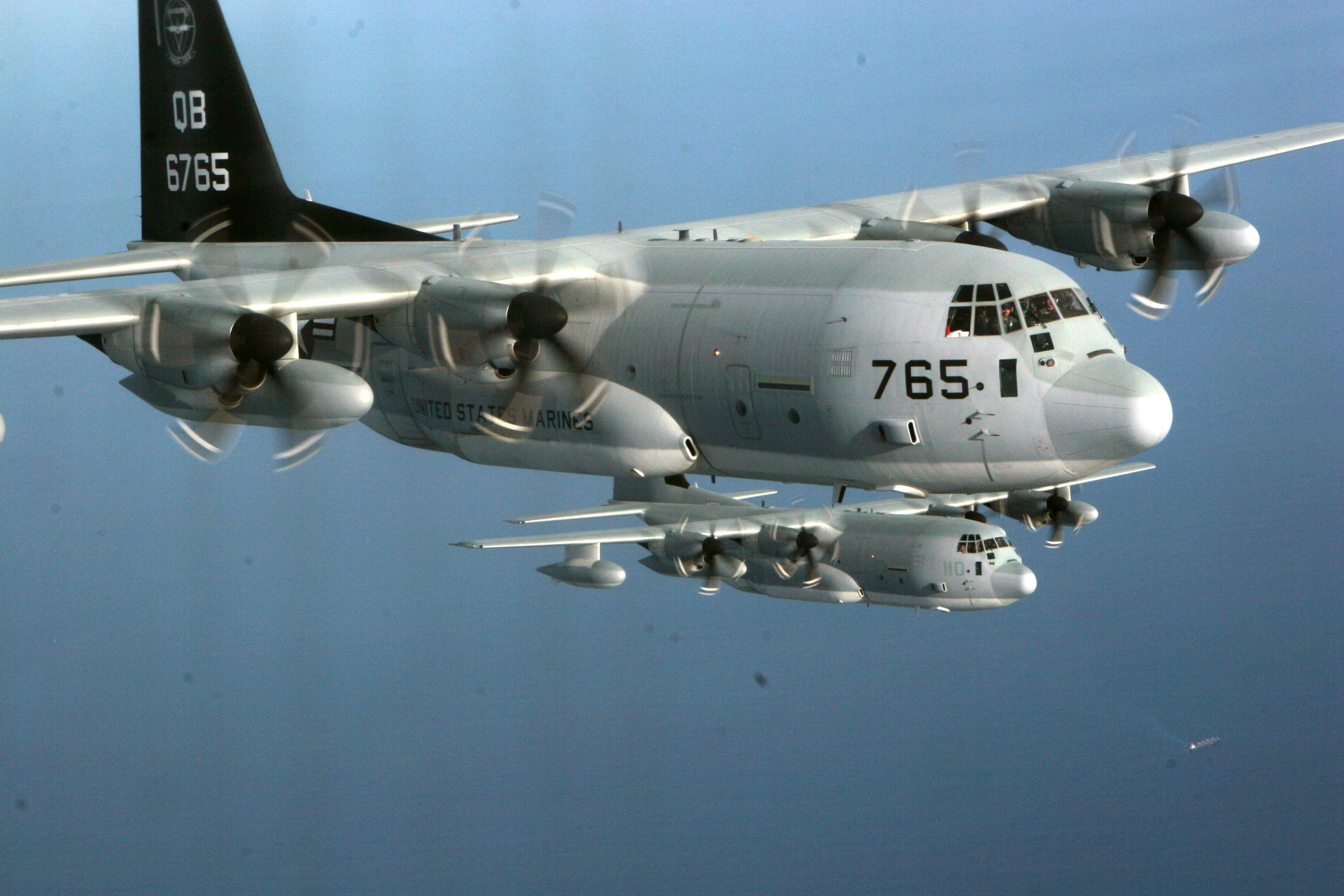
Dos KC-130J Hercules del Escuadrón 352.

Los escuadrones de ataque de los Marines están integrados por AV-8B Harrier II un avión V/STOL, mientras que los de caza o ataque están formados por F/A-18 Hornet. Ambos están siendo reemplazados por el F-35B Lightning II.
Además, el Cuerpo opera con sus propios aviones de reabastecimiento en vuelo, KC-130 Hercules  y de guerra electrónica (EW), EA-6B Prowler. Otra función del Hércules es la de transporte aéreo. El Prowler es el único avión activo de las aeronaves tácticas de guerra electrónica en el inventario de los Estados Unidos: ha sido etiquetado como un "bien nacional", y utilizado junto con el EA-18G Growler, para ayudar en cualquier acción de combate estadounidense, desde el retiro de las aeronaves de la Fuerza Aérea de los EE. UU. de EW propia.
Los marines también operan con vehículos aéreos no tripulados: el RQ-7 Shadow y Scan Eagle para reconocimiento táctico.
El Marine Fighter Training Squadron 401 (VMFT-401), opera con F-5E, F-5F y F-5N Tiger II; estos aviones son los utilizados como adversarios (agresores) en los entrenamientos de combate aéreo. El Marine Helicopter Scuadron One (HMX-1) está formado por los helicópteros de transporte vip VH-3D Sea King y VH-60N Nighthawk, sobre todo como Marine One, pero deberán ser sustituidos por el VH-71 Kestrel. Un C-130 Hercules "Fat Albert" se utiliza de apoyo en las demostraciones de vuelo del equipo "Blue Angels".

## Bases

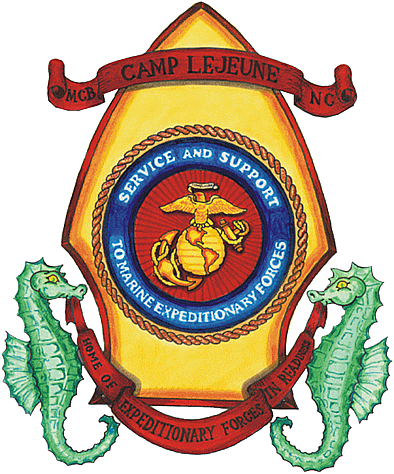
Insignia de la Base del Cuerpo de Marines de Camp Lejeune.

Las bases del Cuerpo de Marines se concentran alrededor de la localización de las Fuerzas Expedicionarias de Marina, aunque las unidades de reserva están dispersas por todos los Estados Unidos. Las principales bases son Camp Pendleton, en la costa oeste, sede de la I MEF; Camp Lejeune en la Costa Este, sede de la II MEF y Camp Butler en Okinawa, Japón, sede de la III MEF. 
La Marine Corps Air Ground Combat Center Twentynine Palms en California es la mayor y más compleja base de los marines. La Marine Corps Base Quantico, en Virginia, alberga el Marine Corps Combat Development Command. 
Los Marines comparten muchas instalaciones propiedad de otras ramas del ejército, para optimizar mejor los recursos, como las escuelas especiales. Por último, los Marines tienen una presencia importante en el área metropolitana de Washington, con su Cuartel General diseminado entre el Pentágono, Henderson Hall, Washington Navy Yard, y Marine Barracks, Washington, D. C.